# Ergasilosa
Ergasilosa – choroba pasożytnicza ryb wywoływana przez widłonogi z rodzaju Ergasilus. Najczęściej spotykanym pasożytem jest raczek skrzelowy Ergasilus sieboldi, rzadziej występują Ergasilus briani i Ergasilus gibbus. Pasożyty usadawiają się w skrzelach ryb. Uszkadzają nabłonek skrzeli, żywiąc się nim. Na skutek uszkadzania nabłonka dochodzi do wynaczyniania krwi i martwicy. Tak zmienione tkanki łatwo podlegają grzybicom. Chore skrzela są blade, może dochodzić do zrastania się płatków skrzelowych. Zmieniony organ przestaje pełnić funkcje oddechowe. W wyniku upośledzenia funkcji oddechowych może dochodzić do masowego śnięcia ryb. 

## Objawy
Chore ryby wykazują wyraźne osłabienie. Mają objawy wskazujące na duszność - szybkie ruchy wieczek skrzelowych, podpływanie pod powierzchnię wody, połykanie powietrza. Mogą również wystąpić zaburzenia równowagi. Obserwuje się również utratę wagi ryb.